# Elecciones 1953 en Presidente Perón
En agosto de 1952, el Poder Ejecutivo Nacional anunció la convocatoria a elecciones legislativas para el 12 de abril de 1953. En las provincias Presidente Perón y Eva Perón, además de elegirse senadores y diputados nacionales, se elegirían todas las autoridades provinciales, es decir, gobernador, vicegobernador y diputados provinciales. En Presidente Perón se elegirían treinta diputados provinciales, y en Eva Perón, veintiuno.
Se trataba de unos comicios de trascendencia histórica, ya que el resultado no solo instalaría el primer gobierno provincial, sino que definiría el rumbo institucional de los nuevos estados.

### Delimitación de circunscripciones
El Poder Ejecutivo fue el encargado de delimitar las circunscripciones electorales para la elección de diputados nacionales y provinciales en las nuevas provincias. En Eva Perón se trazaron veintiún circunscripciones para las diputaciones provinciales, mientras que en Presidente Perón se utilizaron las mismas quince circunscripciones que se habían delimitado para los comicios de 1951.
En Presidente Perón, según el artículo 33 de la Constitución provincial, se elegirían dos diputados por circunscripción: uno político y otro sindical, garantizando así una representación dual entre partidos políticos y asociaciones profesionales. Para la elección de diputados nacionales en ambas provincias, se trazaron dos grandes circunscripciones. En Presidente Perón se eligieron dos diputados por cada una, y en Eva Perón, uno.

### El voto sindical en Presidente Perón
La elección de los diputados por las asociaciones profesionales en Presidente Perón se llevó a cabo mediante el voto sindical, siendo la primera vez que se implementó este mecanismo. La reglamentación de este procedimiento quedó establecida en el Decreto Provincial N° 3605, publicado en marzo de 1953.

### Desarrollo del proceso electoral
Los comicios se realizaron sin mayores inconvenientes en ambas provincias. La jornada electoral transcurrió con normalidad, destacándose la participación tanto de los partidos políticos como de las organizaciones sindicales en Presidente Perón. El proceso estuvo supervisado por delegados provinciales y nacionales designados especialmente para garantizar la transparencia de los comicios.

### Resultados
En la provincia de Presidente Perón, el Partido Peronista obtuvo una victoria contundente, logrando la mayoría de los cargos provinciales y nacionales en disputa. La representación sindical también se consolidó, con la elección de diputados vinculados a las principales asociaciones profesionales de la provincia. En Eva Perón, los resultados favorecieron igualmente al Partido Peronista, que consiguió instalar su gobierno provincial y los diputados nacionales asignados.

### Importancia histórica
Las elecciones de 1953 marcaron un hito en la historia institucional de las provincias de Presidente Perón y Eva Perón. Fueron los primeros comicios en estas jurisdicciones luego de su transformación en provincias en 1951, permitiendo la organización de gobiernos provinciales autónomos y la consolidación del peronismo en estas regiones. La implementación del voto sindical en Presidente Perón fue una experiencia inédita en el país y representó un avance en la participación política de los trabajadores, quienes lograron una representación legislativa directa a través de las asociaciones profesionales.